# Loris Loddi

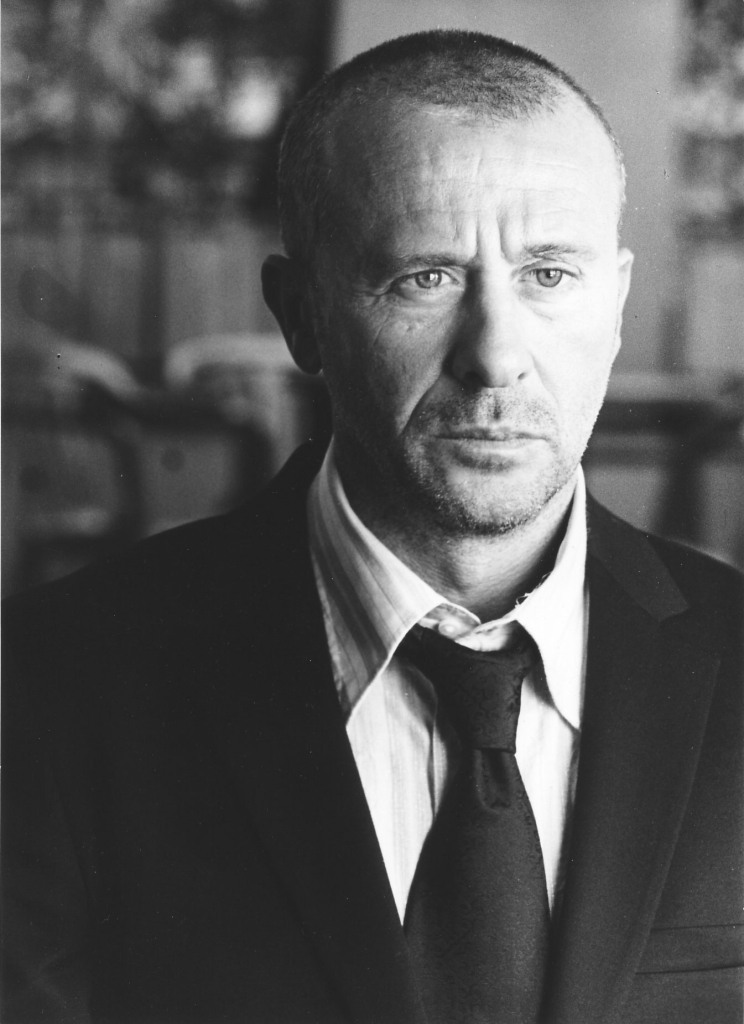
Loris Loddi

Loris Loddi (* 3. Dezember 1957 in Rom) ist ein italienischer Schauspieler und Synchronsprecher.

## Leben
Loddi begann seine Karriere als Kinderdarsteller 1963. Im Monumentalfilm Cleopatra spielte er den Sohn von Cleopatra und Julius Caesar. In den darauf folgenden Jahren war er als Kinderdarsteller in einer Reihe von Sandalenfilmen und Italowestern zu sehen. Daneben spielte er auch am Theater; 1963 besetzte ihn Luchino Visconti für die Rolle des Teufels in der auf einer Kurzgeschichte von Thomas Mann basierenden Oper Il Diavolo In Giardino, die im Teatro Massimo in  Palermo zur Aufführung kam.
Nachdem er in den 1970er Jahren nur in zwei Fernsehproduktionen zu sehen gewesen war, trat Loddi ab 1985 wieder regelmäßig als Schauspieler in Film und Fernsehen auf. Unter anderem war er in einer Nebenrolle im Fantasyfilm Der Tag des Falken zu sehen. Später trat er in den Bibelverfilmungen Die Bibel – Moses und Die Bibel – Apokalypse auf. 2009 spielte er in  Tom Tykwers Politthriller The International.
Loddi ist als Synchronsprecher unter anderem die italienische Stimme von Michael Sheen, Val Kilmer, Quentin Tarantino und Brad Pitt. Auch seine Karriere als Synchronsprecher begann er früh, unter anderem als Stimme von Mogli in Disneys Das Dschungelbuch von 1967.

## Filmografie (Auswahl)
- 1963: Cleopatra
- 1963: Herkules, Samson und Odysseus (Ercole sfida Sansone)
- 1963: Der Stärkste unter der Sonne (Maciste, l'eroe più grande del mondo)
- 1964: Maciste im Reich von König Salomon (Maciste nelle miniere di re Salomone)
- 1965: 100.000 Dollar für Ringo (100.000 Dollari per Ringo)
- 1965: Der Mann, der kam, um zu töten (L'uomo dalla pistola d'oro)
- 1966: Eine Flut von Dollars (Un fiume di dollari)
- 1966: Für Dollars ins Jenseits (Deguejo)
- 1966: Ringo mit den goldenen Pistolen (Johnny Oro)
- 1968: Leichen pflastern seinen Weg (Il grande silenzio)
- 1985: Der Tag des Falken (Ladyhawke)
- 1985: Das Haus der Verfluchten (7, Hyden Park: la casa maledetta)
- 1988: Off Balance - Der Tod wartet in Venedig (Un delitto poco comune)
- 1995: Die Bibel – Moses (Moses) (Fernsehfilm)
- 1999: Falcone – Im Fadenkreuz der Mafia (Excellent Cadavers)
- 2002: Die Bibel – Apokalypse (San Giovanni - L'apocalisse) (Fernsehfilm)
- 2006: Don Matteo
- 2009: The International
- 2021: House of Gucci
- 2022: Lamborghini: The Man Behind the Legend
- 2024: Konklave (Conclave)